# San Jose Earthquakes
El San Jose Earthquakes és un club de futbol professional de la ciutat de San José (Califòrnia), situada a l'àrea metropolitana de San Francisco, és un dels clubs fundadors de la Major League Soccer.
El club fou fundat el 1995 i és un dels clubs fundadors de l'MLS, amb el nom de San Jose Clash del 1995 al 1999. Va participar en la primera temporada i va guanyar al D.C. United 1-0 en el primer partit de la història de l'MLS. És un dels tres clubs de Califòrnia que participen en la Major League Soccer, i el seu màxim rival és l'equip tradicional de la ciutat de Los Angeles, Los Angeles Galaxy, amb qui juga el clàssic derbi de Califòrnia.
Actualment la seva seu és l'Avaya Stadium de San José (Califòrnia). L'equip juga amb samarreta i pantalons de color blau marí i negre.

## Història
Les arrels del club se situen l'any 1974, quan un club anomenat San Jose Earthquakes ingressà a la North American Soccer League (NASL). Hi jugà fins al 1984 i a la Western Soccer League (WSL) de 1985 a 1988. L'any 1989 el club fou anomenat San Francisco Bay Blackhawks i el 1993 San Jose Hawks, desapareixent a final d'any.
El club es fundà el 17 d'abril de 1995 amb el nom de San Jose Clash. El 1999 adoptà l'actual nom. Va jugar a la Major League Soccer (MLS) entre 1995 i 2005, retornant de nou el 2007.
Va guanyar la Copa MLS el 2001 i el 2003, així com l'Escut dels seguidors de l'MLS (MLS Supporters' Shield) al millor equip de la lliga regular el 2005. Tot i aquests èxits la següent temporada la franquícia fou venuda pel grup de propietaris AEG per la impossibilitat de construir un nou estadi específic de futbol. Els jugadors i l'entrenador es van traslladar a Houston, Texas, amb el nou nom de Houston Dynamo per la franquícia. Però el club va tornar a la lliga amb un altre equip el 2008 gràcies a un altre grup de propietaris, i va conservar els títols, la història, l'escut, el nom i els colors.

## Estadis
- Spartan Stadium (1996-2005)
- Buck Shaw Stadium (2008-2015)
- Oakland-Alameda County Coliseum (2008-2015)[2]
- Avaya Stadium (2015-present)

## Palmarès
- Copa MLS (MLS Cup) (2): 2001, 2003
- Escut dels seguidors de l'MLS (MLS Supporters' Shield) (1): 2005
- Carolina Challenge Cup (2): 2005, 2008

## Propietaris
- Major League Soccer (1996-1998)
- Kraft Sports Group (1999-2000)
- Silicon Valley Sports & Entertainment (2001)

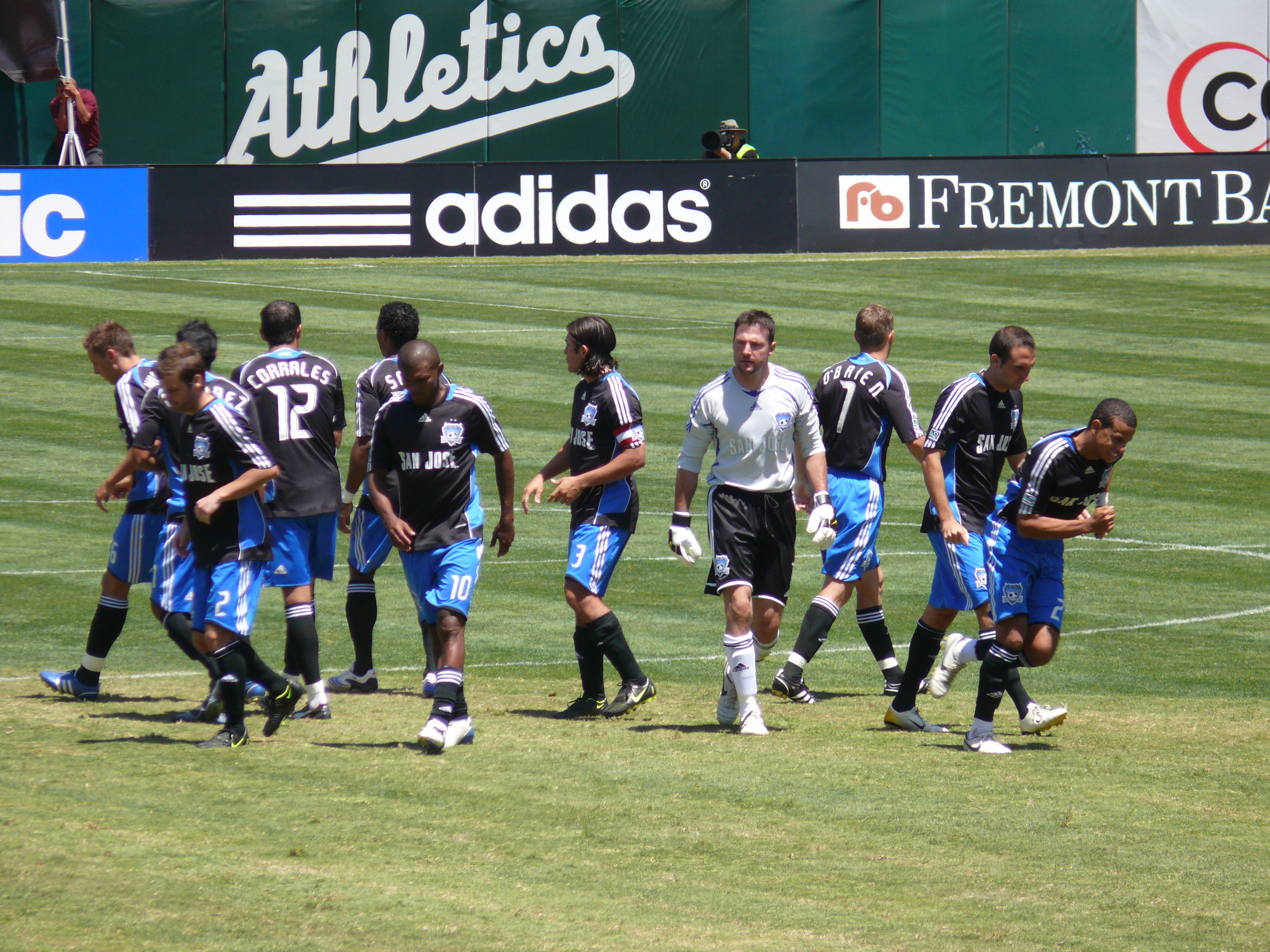
San Jose Earthquakes al McAfee Coliseum (avui Oakland-Alameda County Coliseum) el 2008

- Silicon Valley Sports & Entertainment i Anschutz Entertainment Group (2002)
- Anschutz Entertainment Group (2003-2005)
- Earthquakes Soccer, LLC (2007-)

## Entrenadors
- Laurie Calloway (1996-1997)
- Brian Quinn (1997-1999)
- Jorge Espinoza (1999) (interí)
- Lothar Osiander (1999-2000)
- Frank Yallop (2001-2003)
- Dominic Kinnear (2004-2005)
- Frank Yallop (2008-)

## Futbolistes destacats
- Junior Agogo (2001)
- Jeff Agoos (2001-2004)
- Khodadad Azizi (2000)

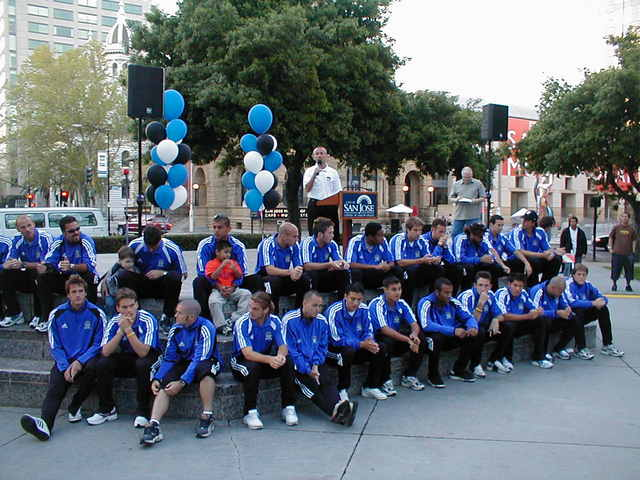
Jugadors del San Jose Earthquakes el 2005

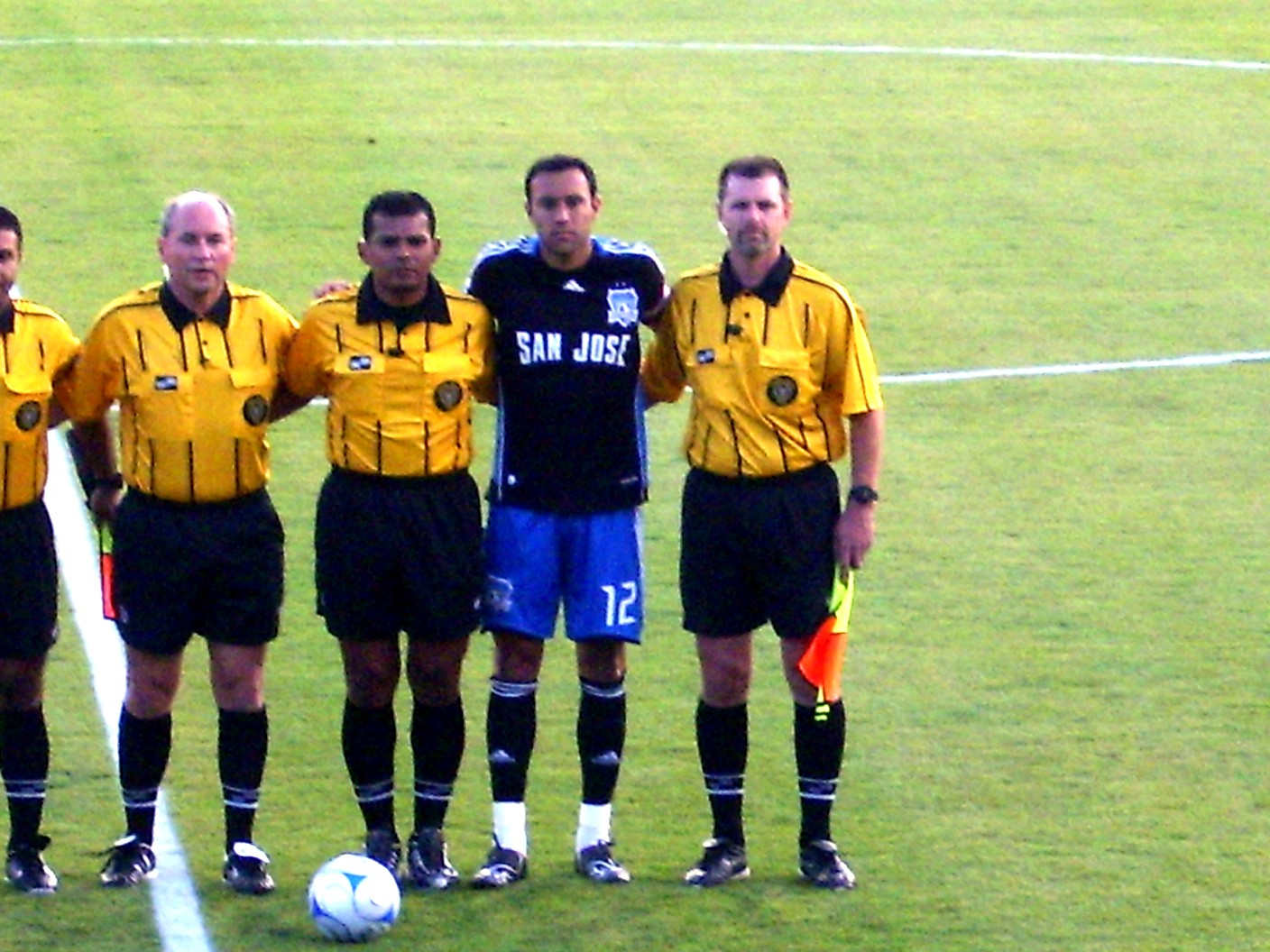
El segon capità Ramiro Corrales

- Jeff Baicher (1996-1999)
- Wade Barrett (1998-2002, 2005)
- Scott Bower (1999-2002)
- Paul Bravo (1996)
- Dario Brose (1999-2001)
- Danny Califf (2005)
- Ronald Cerritos (1997-2001, 2005)
- Brian Ching (2003-2005)
- Jimmy Conrad (1999-2002)
- Abdul Thompson Conteh (2000)
- Troy Dayak (1996-1998, 2001-2005)
- Dwayne De Rosario (2001-2005)
- Raul Diaz Arce (1999)
- Landon Donovan (2001-2004)
- John Doyle (1996-2000)
- Todd Dunivant (2003-2004)
- Ronnie Ekelund (2001-2004)
- Michael Emenalo (1996-1997)
- Missael Espinoza (1996)
- Richard Gough (1998)
- Ariel Graziani (2002)
- Iván Guerrero (2008)
- Ben Iroha (1996-1997)
- Kei Kamara (2008)
- Dominic Kinnear (1997)
- David Kramer (1997-1999)
- Tom Liner (1996-1997)
- Manny Lagos (2001-2003)
- Lawrence Lozzano (1997-1998)
- Roger Levesque (2003-2005)
- Eddie Lewis (1996-1999)
- Brian Mullan (2003-2005)
- Travis Mulraine (1999-2000)
- Richard Mulrooney (1999-2004)
- Ronnie O'Brien (2008)
- Curt Onalfo (1997)
- Pat Onstad (2003-2005)
- Eddie Robinson (2001-2005)
- Jorge Rodas (1996)
- Ian Russell (2000-2005)
- Dave Salzwedel (1996-1997)
- Mauricio Solis (1999-2000)
- Christopher Sullivan (1997)
- Francisco Uribe (1998)
- Craig Waibel (2003-2005)
- Mauricio Wright (1999-2000)
- Eric Wynalda (1996-1999)